# Marco Mazzola
Marco Aurélio da Silva Mazzola ou simplesmente Marco Mazzola (Rio de Janeiro, 25 de abril de 1950) é um produtor musical brasileiro.
Com mais de 30 anos de carreira, Marco Mazzola foi responsável pela qualidade técnica e artística de muitos discos de Raul Seixas, Gal Costa, João Bosco, Milton Nascimento, Ney Matogrosso, Djavan, Gilberto Gil, Chico Buarque, Simone, Elis Regina, Caetano Veloso, Banda Eva, entre outros nomes da música brasileira.
Suas produções conquistaram cerca de 73 Discos de Ouro, 43 de Platina, 16 Duplos de Platina e 4 Discos de Diamante (vendas acima de 1 milhão – “The Rythm of the Saints”, Paul Simon; “Rádio Pirata ao Vivo”, do grupo RPM; o compacto “Não Chore Mais”, Gilberto Gil; e “Vou de Táxi”, Angélica). Os discos produzidos em 30 anos de carreira renderam a astronômica cifra de 30 milhões de cópias vendidas, até 1997.

## Biografia
Esteve ligado ao início da carreira de Raul Seixas com o lançamento de Krig-Ha Bandolo! (1973) e Ouro de Tolo.
Em 1974, trabalhou com Rita Lee e sua banda Tutti Frutti nas gravações do disco Atrás do Porto Tem Uma Cidade.
Em 1976, produziu o disco Alucinação de Belchior que foi às tabelas de vendas. Elis Regina ja tinha interpretado Como Nossos Pais e Velha Roupa Colorida no show Falso Brilhante. Colaborou também com Jorge Ben em África Brasil (1976).
Acompanhou André Midani na saída da Philips para a Warner.[carece de fontes?] No início dos anos 80 ingressou na Ariola (futura BMG), para onde levou nomes como Chico Buarque e Milton Nascimento.[carece de fontes?]
1980 foi o ano do projeto musical infantil Arca de Noé (com músicas de Vinicius de Moraes) e de Coração de Estudante de Milton Nascimento.
Trabalhou com Chico Buarque e Didi Mocó em Os Saltimbancos Trapalhões (1981). Convenceu Ney Matogrosso a gravar o xote Homem com H e João Bosco registrou Papel Marché.
Colaborou com Elba Ramalho em De Volta pro Aconchego (1985). 1986 é o ano de Rádio Pirata ao Vivo do RPM.
Marco Mazzola também produziu o primeiro disco de Ivete Sangalo e grandes hits como Coleção, Se eu não te amasse tanto assim, Canibal.
Quando completou seus 30 anos de carreira foi presenteado com uma pequena frase de Ivete: Existe uma voz de Ivete antes do Mazzola e outra depois do Mazzola.
No mercado internacional, o produtor deixou sua marca em inúmeros trabalhos: além do álbum de Paul Simon com o Olodum, que vendeu sete milhões de discos, co-produziu, com Phill Ramone, a faixa “The World on a String”, de Frank Sinatra, em duo com Lisa Minelli, num dos últimos discos do cantor.
Produziu duas faixas no CD “Brazil”, do grupo Manhattan Transfer (Grammy de melhor disco de 1989), e colaborou com Quincy Jones no LP gravado ao vivo por Miles Davis em Montreux, em 1994.
Idealizador da Noite Brasileira do Festival de Montreux, que se transformou num dos eventos mais importantes da festa, Mazzola é o principal diretor-organizador desta noite no festival junto à sua gravadora Mza Music. Além disso, é membro integrante da Academia do Latin Grammy Awards.[carece de fontes?]
Há 15 anos, Mazzola é dono da sua própria marca, a Mza Music, que além de contar com um cast de artistas importantes da música brasileira como Zeca Baleiro, Margareth Menezes, Martinho da Vila, participa de projetos especiais ligados a Música Popular Brasileira e se dedica a novos artistas.
Em 2007, Mazzola lançou sua autobiografia “Ouvindo Estrelas”, pela editora Planeta contando sua trajetória nos bastidores da música Brasileira, além de lançar o CD duplo MPB-Z (30 anos, 30 sucesso by Marco Mazzola), com trinta de suas produções.
No ano de 2009 foi responsável pela divulgação de uma versão inédita da música Gospel, de Raul Seixas, que tinha sido censurada pela ditadura militar.
Em 2010, Mazzola realizou a 1ª Edição do Prêmio de Música Digital – Brazilian Digital Music Awards, projeto este que tentava viabilizar desde 2004, mas que levou 6 anos para concretizar por conta de inúmeras autorizações e liberações para auditar os números das gravadoras e artistas. O Prêmio é pioneiro no Brasil e no mundo e tem o objetivo de moralizar o consumo de música digital, reconhecer as músicas mais vendidas nos meios digitais além de ser o primeiro Prêmio a reconhecer o autor, a editora e a gravadora, além do intérprete. O evento será realizado anualmente. A primeira edição foi transmitida pela TV Bandeirantes.
Em 2011, Mazzola lançou o MPB-Z 2 com outros grandes hits de suas produções.
Em 2022, lança uma nova edição da sua autobiografia Ouvindo estrelas — A luta, a ousadia e a glória de um dos maiores produtores musicais do Brasil.

## Artistas que produziu

### Nacional
- Adriana Calcanhoto
- Alceu Valença
- Banda Eva
- Belchior
- Caetano Veloso
- Chico Buarque
- Chico César
- Djavan
- Elba Ramalho
- Elis Regina
- Emílio Santiago
- Fafá de Belém
- Gal Costa
- Gilberto Gil
- Ivete Sangalo
- Jair Rodrigues
- João Bosco
- Jorge Benjor
- Martinho da Vila
- Milton Nascimento
- Moraes Moreira
- Nana Caymmi
- Ney Matogrosso
- Raul Seixas
- Rita Lee
- RPM
- Simone
- Tetê Espíndola
- Toquinho
- Wagner Tiso
- Zeca Baleiro

### Produções internacionais
- Manhatan Transfer
- Paul Simon
- Frank Sinatra
- Lisa Minelli
- Miles Davis
- Amaury Gutierry
- David Assayad

## Discografia
- MPB-4 - Cicatrizes
- Raul Seixas - Krig Há Bandolo
- Raul Seixas - Gita
- Rita Lee - Atrás do Porto Tem uma Cidade
- Elis Regina - Elis
- Jair Rodrigues - Abra um Sorriso Novamente
- Raul Seixas - 20 Anos de Rock
- Gilberto Gil - Refazenda
- Raul Seixas - Novo Aeon
- Jair Rodrigues - Eu sou o Samba
- Jorge Ben - África Brasil
- Jair Rodrigues - Minha Hora e Vez
- Elis Regina - Falso Brilhante
- Belchior - Alucinação
- Belchior - Coração Selvagem
- Raul Seixas - O dia em que a Terra parou
- Banda Black Rio - Maria Fumaça
- Carlos Dafé - Pra que vou recordar
- Ney Matogrosso - Feitiço
- Gilberto Gil - Gil ao Vivo em Montreux
- Belchior - Todos os sentidos
- Gilberto Gil - Realce
- Gilberto Gil – compacto Simples Não chore mais
- Elis Regina - Essa Mulher
- Ney Matogrosso - Seu Tipo
- Toquinho e Vinícius - Um pouco de ilusão
- Milton Nascimento - Sentinela
- Vinicius de Moraes - A Arca de Noé
- Kleiton e Kledir - Kleiton e Kledir
- Os Trapalhões Saltimbancos - Trapalhões
- Simone - Amar
- Milton Nascimento - Caçador de mim
- Chico Buarque - Almanaque
- Ney Matogrosso - Ney Matogrosso
- Elba/Toquinho/Moraes Moreira Brasil Night- Montreaux
- Simone - Corpo e Alma
- Ney Matogrosso - Matogrosso
- Elis Regina - Ao vivo em Montreaux
- Milton Nascimento - Ânima
- Alceu Valença - Cavalo de Pau
- Marina Lima - Desta vida, desta arte
- Milton Nascimento - Missa dos quilombos
- Alceu Valença - Ao Vivo
- Elba Ramalho - Alegria
- Milton Nascimento - Ao Vivo
- Elba Ramalho - Coração Brasileiro
- Ney Matogrosso - Pois É
- Ney Matogrosso - Destino Aventureiro
- Elba Ramalho - Do jeito que a gente gosta
- Simone - Desejos
- Kleiton e Kledir - Kleiton e Kledir
- Tetê Espíndola - Escrito nas estrelas
- Milton Nascimento - Encontros e Despedidas
- Simone - Cristal
- Tetê Espíndola - Gaiola
- Elba Ramalho - Fogo na Mistura
- Caetano Veloso - Totalmente Demais
- Ney Matogrosso - Bugre
- Elba Ramalho - Remexer
- RPM - Rádio Pirata ao Vivo
- Milton Nascimento - A Barca dos Amantes
- Toquinho - A Luz do solo
- Ney Matogrosso - Pescador de Pérolas
- Milton Nascimento - Yauarete
- Simone - Vício
- ManhattanTransfer - Brasil
- Angélica - Recordações
- Nana Caymmi/Wagner Tiso - Só louco
- Simone - Simone
- Djavan - Oceano
- Angélica - Angélica
- Milton Nascimento - TXAI
- Paul Simon - The Rhythm of the Saints
- Adriana Calcanhotto - Enguiço
- Ney Matogrosso - À Flor da pele
- Simone - Liberdade
- Simone - Raio de Luz
- Gal Costa - Gal Costa
- Simone - Sou Eu
- Ney Matogrosso - As aparências enganam
- Fafá de Belém - Do Fundo do meu Coração
- Renata Arruda - Traficantes de Ilusões
- Banda Eva - Hora H
- Emílio Santiago - Perdido de amor
- Ney Matogrosso - Estava Escrito
- Simone - Simone Bittencourt de Oliveira
- Ney Matogrosso - Um Brasileiro
- Banda Eva - Beleza Rara
- Emílio Santiago - Dias de Luna
- Chico César - Cuscuz clã
- Arlindo Júnior - Arlindo Júnior
- David Assayag - 10 Anos do Rei
- Renata Arruda - Renata Arruda
- Chico César - Beleza Mano
- João Bosco - As mil e uma aldeias
- Ney Matogrosso - Vinte e Cinco
- Gal Costa - Acústico MTV
- Zeca Baleiro - Por onde andará Stephen Fry
- Emílio Santiago - Emílio Santiago
- Banda Eva - Você e eu
- Emílio Santiago - Preciso dizer que te amo
- Jair Rodrigues - De Todas as Bossas
- Raul Seixas - Documento
- Tributo a Sérgio Sampaio - Balaio do Sampaio
- Zeca Baleiro - Vô Imbolá (3 faixas)
- Ivete Sangalo - Ivete Sangalo
- Banda Beijo - Meu nome é Gil
- Amaury Gutiérrez - Amaury Gutiérrez
- Gal Costa - Gal Costa canta Tom Jobim
- Rita Ribeiro - Pérolas aos Povos
- Chico César - Mama Mundi
- Evaldo Gouveia - Romântico e Sentimental
- Bebeto - Bebeto Ao Vivo
- Zeca Baleiro - Líricas
- Face do Subúrbio - Como é triste de olhar
- Carla Visi - Só Chamei Porque Te Amo
- Raul Seixas - Os 24 maiores Sucessos da era do o Rock
- Rita Ribeiro - Comigo
- Chico Cesar - Respeitem Meus Cabelos Brancos
- Zeca Baleiro - Pet Shop Mundo Cão
- Vania Bastos - Vânia Bastos canta Clube da Esquina
- Gal Costa - Gal Bossa Tropical
- Soninho Bom - Soninho Bom
- Martinho da Vila - Conexões
- Martinho da Vila - Conexões Ao Vivo
- Zeca Baleiro - Baladas do Asfalto e outros blues
- Martinho da Vila - Brasilatinidade
- Martinho da Vila - Brasilatinidade Ao Vivo
- Bebeto - Pra Balançar
- Martinho da Vila - Martinho José Ferreira
- Cássia Eller - Cássia Eller ao vivo no Rock in Rio
- Zeca Baleiro - Baladas do Asfalto e outros blues ao vivo
- Martinho da Vila - Martinho da Vila, do Brasil e do Mundo
- Barão Vermelho - Ao Vivo no Rock in Rio - 1985
- Os Paralamas do Sucesso - Ao Vivo no Rock in Rio - 1985
- MPB-Z - CD duplo (30 anos, 30 sucesso by Marco Mazzola)
- MPB-Z 2 - (Sucessos produzidos by Marco Mazzola)

## Livros
- Ouvindo Estrelas (2007) ISBN 9788576653417